# Stanisław Hryniewiecki
Stanisław Hryniewiecki (ur. 14 listopada?/26 listopada 1896 w Samarze, zm. 8 października 1943 na Atlantyku) – polski komandor porucznik i morski oficer pokładowy okrętów nawodnych. W okresie od 1912 do 1917 służył w Imperatorskiej Marynarce Wojennej Rosji, a następnie wstąpił do odrodzonej polskiej Marynarki Wojennej. Brał udział w I wojnie światowej i wojnie polsko-bolszewickiej. Dowodził wieloma okrętami oraz dywizjonem niszczycieli. Zginął jako dowódca ORP „Orkan” na Oceanie Atlantyckim podczas drugiej wojny światowej. Kawaler Orderu Virtuti Militari.

## Życiorys

### Służba wojskowa
Stanisław Hryniewiecki urodził się 29 listopada 1896 w Samarze. W 1912 ukończył Morski Korpus Kadetów w Petersburgu i przez 5 lat pływał na rosyjskim pancerniku „Połtawa”. W 1917 został w stopniu miczmana zwolniony ze służby w carskiej Marynarce Wojennej.
W 1919 zgłosił się do Wojska Polskiego i otrzymał przydział do Flotylli Pińskiej. Podczas wojny polsko-bolszewickiej dowodził początkowo baterią artylerii nadbrzeżnej i zatopił w Skrygłowie statek „Wołga”. W 1920 był oficerem artylerii, a następnie dowódcą na statku pancernym „Pancerny 1”, rzadziej określany w dokumentach jako „P-1”. Przyczynił się do zatopienia rosyjskiej kanonierki „Gubitielnyj” pod Czarnobylem i uszkodzenia kolejnych dwóch. Po samozatopieniu „P-1” i odwrocie Flotylli Pińskiej, podczas którego dowodził statkiem uzbrojonym „Pancerny 2”, przydzielono go na dowódcę monitora rzecznego ORP „Horodyszcze” we Flotylli Wiślanej. Od 1922 do 1923 dowodził monitorem ORP „Warszawa”. W 1923 został przeniesiony do Pucka na zastępcę dowódcy torpedowca ORP „Kujawiak”. Następnie był kierownikiem ćwiczeń i oficerem kursowym II rocznika w Oficerskiej Szkole Marynarki Wojennej w Toruniu, a także dowódcą kanonierki ORP „Generał Haller”. Po odbyciu we Francji stażu na niszczycielach otrzymał przydział na ORP „Wilia”. Od 1928 brał udział w budowie niszczyciela ORP „Wicher”, po czym przez krótki czas dowodził torpedowcem ORP „Podhalanin”. W 1930 był zastępcą dowódcy ORP „Wicher” w pierwszej załodze i został skierowany na Oficerski Kurs Taktyczny. Następnie pełnił funkcję zastępcy dowódcy Flotylli Wiślanej. Od 1936 pracował w komisji odbioru niszczyciela ORP „Grom”, a rok później powierzono mu obowiązki dowódcy tego okrętu. W latach 1937–1938 był jednocześnie dowódcą dywizjonu kontrtorpedowców. Po przekazaniu dowództwa dywizjonu i okrętu wyznaczono go na kierownika Warsztatów Portowych Marynarki Wojennej w Gdyni. 29 sierpnia 1937 odniósł ciężkie obrażenia w wypadku drogowym po zderzeniu prowadzonego przez siebie auta z ciężarówką. Na początku 1939 został przeniesiony w stan spoczynku.
W przededniu II wojny światowej otrzymał rozkaz mobilizacyjny do Dowództwa Floty na Helu. Podczas kampanii wrześniowej, 1 września przejął dowodzenie stawiaczem ORP „Gryf”. Po zatopieniu okrętu został oficerem łącznikowym dowódcy Floty kadm. Józefa Unruga przy dowódcy Lądowej Obrony Wybrzeża płku Stanisławie Dąbku. Podczas oblężenia Kępy Oksywskiej uciekł z Babich Dołów do Lipawy na kutrze rybackim „Albatros”, internowany 14 września 1939 roku na Łotwie. Przez Estonię i Szwecję przedostał się na początku 1940 do Wielkiej Brytanii. Po przybyciu do Londynu początkowo znajdował się w dyspozycji szefa Kierownictwa Marynarki Wojennej kadm. Jerzego Świrskiego. Następnie został wyznaczony p.o. dowódcy dywizjonu kontrtorpedowców i zaokrętowany na ORP „Grom”. Po zatopieniu tego okrętu w kampanii norweskiej pełnił obowiązki dowódcy niszczyciela ORP „Błyskawica”. Od końca 1940 do 1941 był ostatnim dowódcą dywizjonu kontrtorpedowców. W 1942 jako dowódca niszczyciela ORP „Piorun” brał udział w konwojach atlantyckich. Pod koniec 1942 został dowódcą niszczyciela ORP „Orkan”. Uczestniczył w konwojach do Islandii i Nowej Fundlandii oraz patrolach w Zatoce Biskajskiej.
Zginął 8 października 1943 na Atlantyku w wyniku storpedowania „Orkana” przez niemiecki okręt podwodny U-378 torpedą akustyczną nowego typu.

## Awanse
- porucznika marynarki – 1919
- kapitana marynarki – 1924
- komandora podporucznika – 1932
- komandora porucznika – 1937

## Ordery i odznaczenia
- Krzyż Srebrny Orderu Wojskowego Virtuti Militari nr 3265 (1921)[3]
- Krzyż Walecznych (czterokrotnie)
- Srebrny Krzyż Zasługi (19 marca 1931)[4]
- Medal Morski (trzykrotnie)